# 上野由岐子

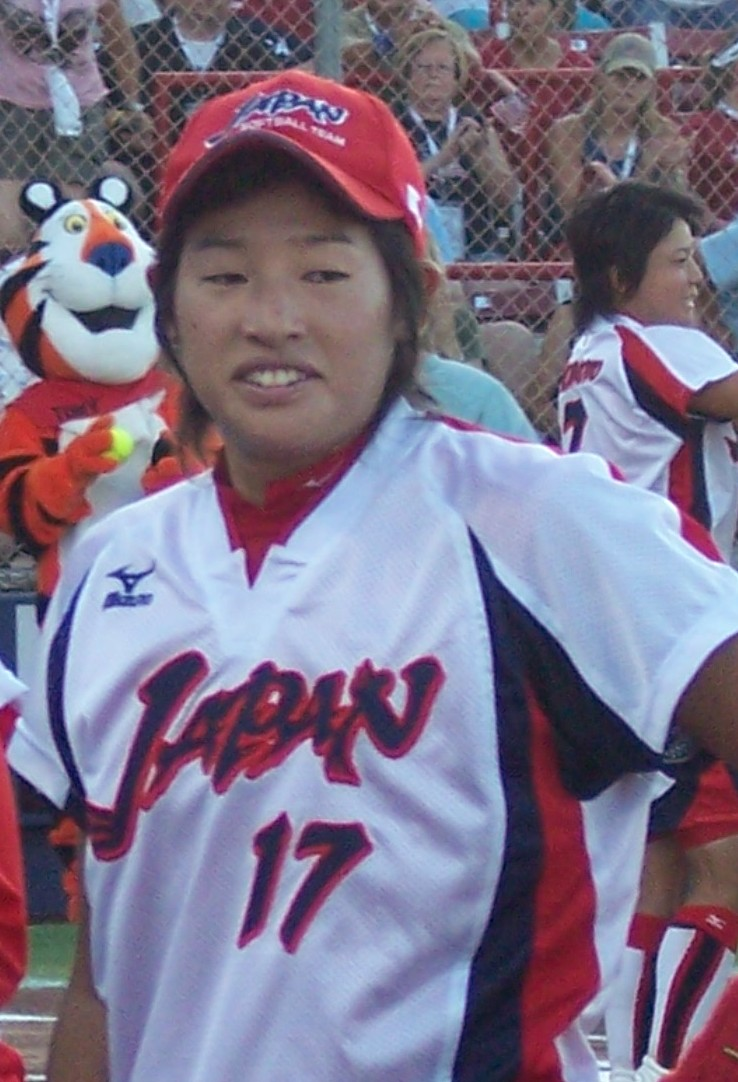
日本代表の上野由岐子 (2006年7月17日、USAワールドカップ)

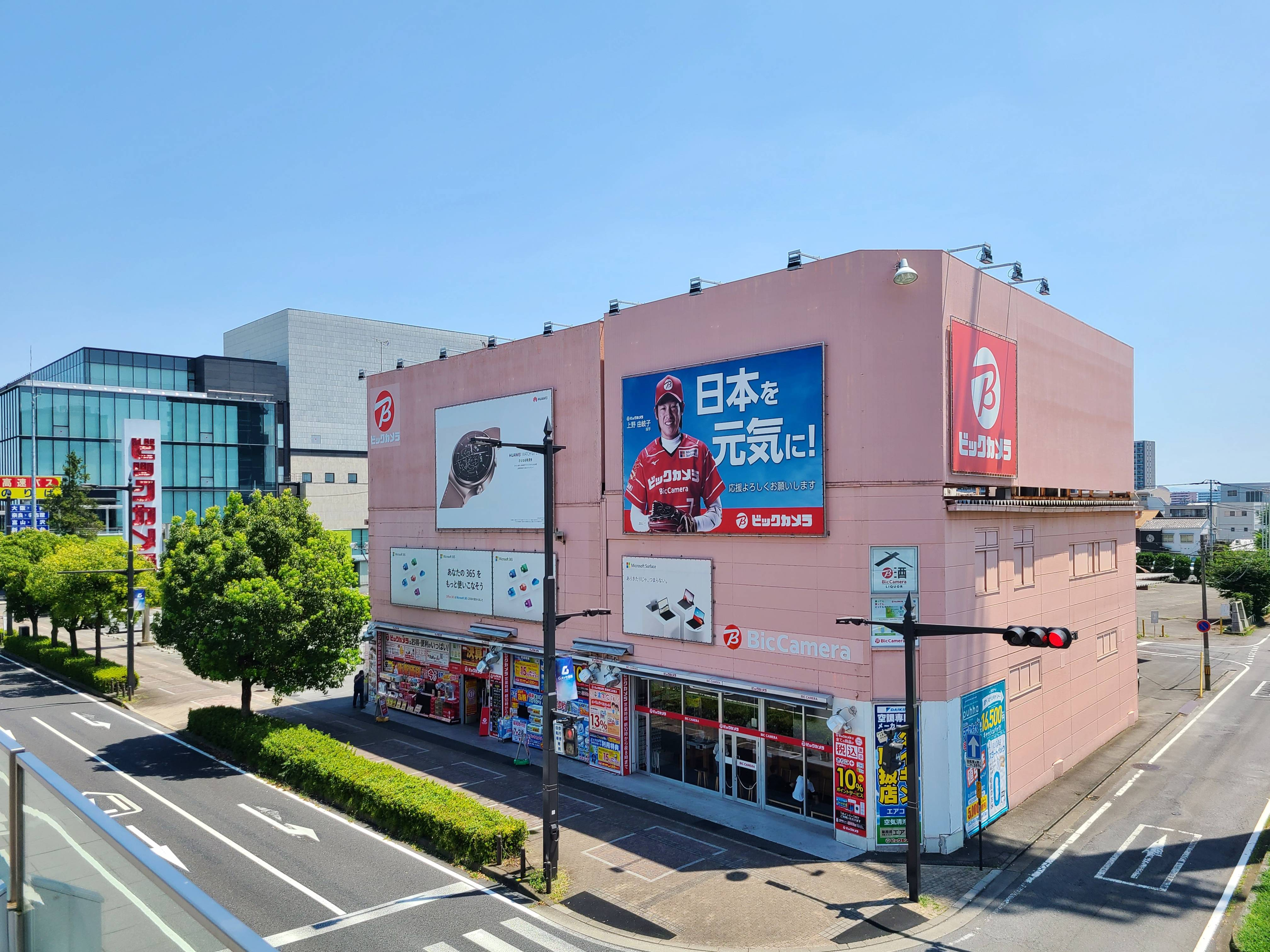
ビックカメラ高崎東口店。上野の写真が大きく掲げられている（2023年撮影）

上野 由岐子（うえの ゆきこ、1982年7月22日 - ）は、福岡県福岡市出身の女子ソフトボール選手（投手）。ビックカメラ高崎ビークイーン所属。ソフトボール日本代表。2004年アテネオリンピック銅メダリスト、2008年北京オリンピック金メダリスト、2021年開催の東京オリンピック金メダリスト。愛称は「うえぴー」。「ソフトボール界のレジェンド」の異名を持つ。

## 経歴
小学校3年生からソフトボールを始め、ピッチャーとして活動。小学校で県大会優勝、福岡市立柏原中学校で全国制覇。
1999年、九州女子高等学校（現・福岡大学附属若葉高等学校）2年の時に最年少で参加した世界ジュニア選手権でエースとして優勝に貢献。ジュニア離れした速球（球速は高校生時で107km/h、日本人最速を記録していた）でオリエンタル・エクスプレスの異名を取った。
シドニーオリンピック候補にも名前が挙がったが、高校の体育の授業中に怪我（走り高跳びの背面跳びの授業でマットのない地面に落ち、腰椎を骨折）をし、シドニー行きを断念。医者に普通の生活も送れなくなるかもしれないと言われる程の大怪我だったが、奇跡的な回復を遂げた。
2001年に高校を卒業後、日立高崎（現・ビックカメラ高崎ビークイーン）に入団。史上初の2試合連続完全試合を達成し、2001年の新人王に選ばれた。実業団入りと同時に代表チームにも招集され、アトランタとシドニーでは開幕投手を務めた高山樹里、シドニー世代の石川多映子、増淵まり子に代わって代表のエースとしても活躍を始める。
2002年、世界大会デビュー戦となった世界選手権、アテネオリンピックの出場権がかかった中国戦で完全試合を達成した。
2004年のアテネオリンピックでは実質的なエースとして開幕戦のオーストラリア戦を任されたが、4回3失点KOで敗れる。負ければ1次リーグ敗退が決まる予選最終戦の中国戦でオリンピック史上初の完全試合を達成、3位で予選通過し、勝てばメダルが確定する決勝トーナメント準決勝の中国戦で再び登板してタイブレーカー8回を完封勝利するも、勝てば決勝進出のかかる3位決定戦のオーストラリア戦では登板機会はなく、敗れて銅メダルに終わった。3位決定戦で登板がなかったことについて、まだ監督に信頼されるピッチャーになれていなかった自分が悔しかったと語っている。またこの大会中、風邪を引くなど体調を崩したこともあり、これ以降自分の体調管理に対して深く意識するようになる。日本リーグでは4月25日の伊予銀行戦で完全試合達成。
2005年の10月16日の大鵬薬品戦で完全試合達成。
2006年に北京で開催された世界選手権では準決勝で世界一のアメリカ代表を封じ込めたものの、決勝では逆にKOされ銀メダルに終わった。12月14日にドーハで行われたアジア大会決勝の台湾戦では5回をパーフェクトに抑え（コールド勝ちのため参考記録）、優勝した。日本リーグでは4月22日の大鵬薬品戦、10月22日のシオノギ製薬戦で完全試合達成。
2007年9月には日本人初の「1000奪三振」を達成。
2008年8月20日の北京オリンピック準決勝のアメリカ戦、同日夕刻の決勝進出決定戦の豪州戦と2試合続けて登板、いずれも延長戦となり合計318球を投げ完投（準決勝は敗戦、決勝進出決定戦は勝利）した。そして翌21日のアメリカとの決勝戦も先発して7回完投勝利、2日間3試合413球を投げ抜き、球技としてはモントリオールオリンピックの女子バレーボール以来となる日本の金メダルに大きく貢献した。この連戦連投で最終的に勝利を収めたその活躍ぶりは、かつての日本プロ野球の大投手稲尾和久になぞらえて、一部の新聞紙では「神様、仏様、上野様」と言う見出しが出る程になった。またこの年の新語・流行語大賞で「上野の413球」が審査員特別賞を受賞した。
2009年4月1日から、ミズノとソフトボール関連アドバイザリースタッフ契約が締結。2009年10月5日、日本リーグレギュラークラス（デンソー他）の選手を揃える愛知を退け、トキめき新潟国体（新潟県上越市高田公園ソフトボール場）で優勝。貫禄のピッチングだった。特に宮城戦では3回をパーフェクトに抑え、外野フライさえも許さなかった。10月18日、日本リーグ山口大会で時速120km/hを超えるストレートを連発し、球速121km/hで自己最速および世界最速を記録。11月8日には日本リーグ決勝トーナメントを制し、リーグ史上初の2年連続3冠（日本女子1部リーグ・全日本総合選手権大会・国民体育大会）を達成した。
2010年4月25日の日本リーグ豊田大会でタイブレーク延長8回、2アウトから自身初アーチとなる決勝2ランを放った。同年11月26日の広州アジア大会決勝戦、ストレートに加え、切れのある変化球で中国打線を翻弄し一安打完封で優勝。2002年、2006年に続くアジア大会三個目の金メダルを獲得した。球速は国際大会世界最速の121km/hを記録した。
2012年の世界選手権では、7月16日予選の台湾戦で7回までパーフェクトに抑えるも0-0で延長戦に入ったため完全試合はならなかったが、延長10回タイブレークで1-0で勝利しノーヒットノーラン達成。決勝トーナメントでは7月21日準決勝アメリカ戦に登板するが延長8回タイブレークの末3-1で敗れ、翌日22日の敗者復活戦でオーストラリアに2-0で勝利、同日1時間後に行われた決勝も連投し、延長10回タイブレークの末2-1で勝利し優勝。
北京での2日間で3連投を上回り、予選最終戦から3日間で4連投、決勝トーナメントを1人で投げ抜き、42年ぶり2度目の世界選手権優勝に大きく貢献した。
2013年6月1日の戸田中央総合病院戦でわずか68球で通算7度目となる完全試合達成。8月31日のペヤング戦で3回からリリーフ登板し5回をパーフェクトで抑える好投で勝利し、リーグ史上単独最多となる173勝目を挙げ、ミッシェル・スミス（元豊田自動織機）が持つリーグ最多勝利記録を更新し歴代1位となる。翌日9月1日の太陽誘電戦で通算81回目の完封勝利で今季10勝目を挙げ、自らが持つリーグ最多記録を更新する174勝目、また入団以来13年連続の2桁勝利達成となった。
2016年5月7日の豊田自動織機戦で左ふくらはぎに軽い肉離れを起こし、戦線を離脱。日米対抗戦も欠場し、世界選手権での復帰を目指していたが、リハビリの過程で古傷の左膝の前十字靭帯周辺にも軟骨の骨挫傷が見つかったためメンバーから外れた。9月10日、NECプラットフォームズ戦（ベイコム野球場）で通算200勝を達成。
2019年4月27日のデンソー戦でピッチャーライナーを左顎に受け救急搬送。上野がマウンド上で打球が当たって負傷するのは初めてとみられる。5月1日に開幕のアジアカップは欠場。診断の結果、下顎骨骨折で全治3カ月、4月30日に緊急手術を行い、無事成功したと発表。
2021年の東京オリンピック日本代表に選出された。決勝のアメリカ戦では前回の北京五輪と同様に胴上げ投手となり、日本の「13年越しの五輪連覇」に貢献した。11月24日には群馬県民栄誉賞を受賞。東京オリンピックで金メダルを獲得した功績を称え、JR高崎駅西口に記念のゴールドポスト（第16号）が12月1日に設置された（ゴールドポストプロジェクト）。
2024年7月に開催されたワールドカップのファイナルステージでは、3試合に登板して9.2イニングを無失点（10奪三振）に抑えた。7月20日のアメリカとの決勝戦では、先発の後藤希友を5回からリリーフし、3イニングを無失点（ノーヒット）で試合を締めて、日本のワールドカップ10年ぶりの優勝に貢献した。同大会で上野はMVPを受賞した。

## 選手としての特徴
121km/hを記録した世界最速といわれるストレートは、世界屈指の投手として認められてきた上野の真骨頂とされている。そのスピードは野球での体感速度160-170km/hに匹敵し、投球後にキャッチャーミットに入るまでに0.3秒と極めて短く、その球威は金属バットをへし折ったこともあるほどである。しかしながら、そのストレートだけではなく、シュートなどの多彩な変化球も投げることができるようになり、力で押す投球よりも相手に合わせて粘り強く投げるスタイルを取り入れている。
実際に北京オリンピック決勝のアメリカ戦においては、連投による疲れから110km/h以上の速球を投げないように指示された中において、変化球を使いこなした投球を見せ、アメリカの強力打線を封じている。また、コントロールに関しても「上野選手の凄さって、ストレート球は世界一ですが、それだけではなくて、コントロールも世界一だと思います」と宇津木麗華監督が評するように、ストレートや変化球のコントロールも抜群で、どの球種でもほぼ同じタイミング・同じフォームで投げ分けることができる。
2009年シーズンからピッチャーとしてだけでなく打者として打席にも立っている。飛距離はチーム一とも言われ、パワフルなスイングが持ち味。2009年開幕戦（西武ドーム）の初打席でいきなり痛烈な当たりの二塁打を放った。「打撃だけさせるなら四番打者」とはルネサス高崎（当時）の宇津木監督の言葉である。

## 人物・エピソード
上野が413球を投じた2008年の北京オリンピックは、ソフトボールが正式競技として行われる最後の大会となることが決まっていた中で行われた。このため、メダル授与後、銀・銅のチームを加え、2016年の夏季オリンピックでソフトボールが再び正式競技として復活するよう、ボールを並べて願いを込めた。その後も上野は、ソフトボール界の代表として、日本リーグでのプレーのみならず、あらゆる場面においてソフトボールの五輪での復活に向けた活動に尽力した。
だが、そうした関係者の努力も空しく、2009年8月13日に国際オリンピック委員会は、2016年夏季オリンピックで競技に加える候補として、ゴルフと7人制ラグビーの2つに絞り込み、ソフトボールは野球とともに復活が叶わなかった。落選決定後、上野は報道各社の取材に、「ソフトボールにとって五輪は最高の舞台。子供たちの夢が断ち切られ残念」という趣旨のコメントを述べた。

### 上野の413球
北京オリンピックの決勝トーナメントにおいて、上野は2日間で準決勝・3位決定戦・決勝の3試合に登板し、一人で計413球（延長戦2試合を含む計28イニング）を投げ抜きソフトボール日本代表のオリンピック初優勝の原動力となった。

#### 準決勝（8月20日・デーゲーム）
| 国・地域       | 1 | 2 | 3 | 4 | 5 | 6 | 7 | 8 | 9 | R | H | E |
| -------------- | - | - | - | - | - | - | - | - | - | - | - | - |
| アメリカ合衆国 | 0 | 0 | 0 | 0 | 0 | 0 | 0 | 0 | 4 | 4 | 6 | 0 |
| 日本           | 0 | 0 | 0 | 0 | 0 | 0 | 0 | 0 | 1 | 1 | 3 | 0 |

1. 延長9回　（147球）

#### 3位決定戦（8月20日・ナイトゲーム）
| 国・地域       | 1 | 2 | 3 | 4 | 5 | 6 | 7 | 8 | 9 | 10 | 11 | 12 | R | H  | E |
| -------------- | - | - | - | - | - | - | - | - | - | -- | -- | -- | - | -- | - |
| オーストラリア | 1 | 0 | 0 | 0 | 0 | 0 | 1 | 0 | 0 | 0  | 1  | 0  | 3 | 7  | 2 |
| 日本           | 0 | 0 | 0 | 2 | 0 | 0 | 0 | 0 | 0 | 0  | 1  | 1x | 4 | 11 | 1 |

1. 延長12回サヨナラ　（171球）

#### 決勝（8月21日・ナイトゲーム）
| 国・地域       | 1 | 2 | 3 | 4 | 5 | 6 | 7 | R | H | E |
| -------------- | - | - | - | - | - | - | - | - | - | - |
| 日本           | 0 | 0 | 1 | 1 | 0 | 0 | 1 | 3 | 5 | 0 |
| アメリカ合衆国 | 0 | 0 | 0 | 1 | 0 | 0 | 0 | 1 | 5 | 2 |

1. （95球）

## 詳細情報

### 年度別投手成績
| 年 度    | チ ｜ ム         | 登 板 | 勝 利 | 敗 戦 | 勝 率 | 投 球 回 | 被 安 打 | 被 本 塁 打 | 与 四 球 | 与 死 球 | 奪 三 振 | 暴 投 | 失 点 | 自 責 点 | 奪 三 振 率 | 防 御 率 | W H I P |
| -------- | ---------------- | ----- | ----- | ----- | ----- | -------- | -------- | ----------- | -------- | -------- | -------- | ----- | ----- | -------- | ----------- | -------- | ------- |
| 2001     | ルネサス高崎     | 13    | 10    | 3     | .769  | 79.1     | 36       | 3           | 3        | 4        | 87       | 1     | 10    | 9        | 7.68        | 0.79     | 0.49    |
| 2002     | ルネサス高崎     | 17    | 12    | 2     | .857  | 110.1    | 35       | 3           | 12       | 5        | 147      | 0     | 11    | 8        | 9.33        | 0.51     | 0.43    |
| 2003     | ルネサス高崎     | 21    | 17    | 3     | .850  | 138.1    | 54       | 1           | 7        | 1        | 156      | 2     | 6     | 5        | 7.90        | 0.25     | 0.44    |
| 2004     | ルネサス高崎     | 21    | 15    | 4     | .789  | 132.0    | 52       | 0           | 16       | 1        | 157      | 3     | 12    | 7        | 8.33        | 0.37     | 0.52    |
| 2005     | ルネサス高崎     | 20    | 16    | 3     | .842  | 139.1    | 54       | 2           | 6        | 2        | 186      | 1     | 12    | 8        | 9.35        | 0.40     | 0.43    |
| 2006     | ルネサス高崎     | 19    | 13    | 4     | .765  | 117.1    | 51       | 0           | 7        | 3        | 159      | 1     | 11    | 6        | 9.49        | 0.36     | 0.49    |
| 2007     | ルネサス高崎     | 19    | 13    | 3     | .813  | 114.2    | 42       | 2           | 5        | 2        | 141      | 0     | 8     | 7        | 8.61        | 0.43     | 0.41    |
| 2008     | ルネサス高崎     | 22    | 18    | 2     | .900  | 141.1    | 79       | 0           | 11       | 6        | 153      | 1     | 15    | 11       | 7.58        | 0.54     | 0.64    |
| 2009     | ルネサス高崎     | 19    | 14    | 4     | .778  | 118.0    | 61       | 4           | 14       | 2        | 133      | 3     | 14    | 13       | 7.89        | 0.77     | 0.64    |
| 2010     | ルネサス高崎     | 17    | 12    | 2     | .857  | 96.1     | 41       | 1           | 8        | 2        | 116      | 0     | 9     | 7        | 8.46        | 0.51     | 0.51    |
| 2011     | ルネサス高崎     | 13    | 11    | 1     | .917  | 81.0     | 45       | 1           | 9        | 3        | 81       | 1     | 8     | 7        | 7.00        | 0.60     | 0.67    |
| 2012     | ルネサス高崎     | 19    | 13    | 3     | .813  | 110.2    | 60       | 1           | 13       | 3        | 126      | 0     | 14    | 6        | 7.97        | 0.38     | 0.66    |
| 2013     | ルネサス高崎     | 18    | 15    | 2     | .822  | 99.1     | 50       | 4           | 7        | 6        | 126      | 2     | 12    | 6        | 8.88        | 0.42     | 0.57    |
| 2014     | ルネサス高崎     | 13    | 8     | 4     | .667  | 72.1     | 50       | 5           | 11       | 3        | 81       | 1     | 21    | 16       | 7.84        | 1.55     | 0.84    |
| 2015     | ビックカメラ高崎 | 18    | 10    | 3     | .769  | 97.0     | 58       | 6           | 14       | 9        | 99       | 3     | 20    | 15       | 7.14        | 1.08     | 0.74    |
| 2016     | ビックカメラ高崎 | 11    | 8     | 2     | .800  | 56.1     | 38       | 3           | 9        | 2        | 60       | 1     | 13    | 12       | 7.46        | 1.49     | 0.83    |
| 2017     | ビックカメラ高崎 | 17    | 13    | 0     | 1.000 | 100.0    | 44       | 2           | 20       | 6        | 100      | 2     | 13    | 8        | 7.00        | 0.56     | 0.64    |
| 2018     | ビックカメラ高崎 | 13    | 10    | 2     | .833  | 68.1     | 40       | 2           | 7        | 5        | 85       | 2     | 11    | 8        | 8.71        | 0.82     | 0.69    |
| 2019     | ビックカメラ高崎 | 7     | 5     | 1     | .833  | 35.2     | 13       | 3           | 9        | 1        | 37       | 2     | 7     | 7        | 7.26        | 1.37     | 0.62    |
| 2020     | ビックカメラ高崎 | 7     | 3     | 2     | .600  | 34.0     | 27       | 4           | 6        | 4        | 37       | 1     | 12    | 11       | 7.62        | 2.26     | 0.97    |
| 2021     | ビックカメラ高崎 | 10    | 4     | 1     | .800  | 37.1     | 12       | 3           | 10       | 0        | 42       | 0     | 6     | 6        | 7.88        | 1.13     | 0.59    |
| 2023     | ビックカメラ高崎 | 20    | 2     | 1     | .667  | 40.0     | 17       | 2           | 8        | 0        | 51       | 1     | 5     | 5        | 8.93        | 0.88     | 0.63    |
| 2024     | ビックカメラ高崎 | 15    | 6     | 1     | .857  | 52.2     | 31       | 3           | 15       | 2        | 52       | 1     | 8     | 4        | 6.91        | 0.53     | 0.87    |
| 通算成績 | 通算成績         | 369   | 248   | 53    | .824  | 2069.1   | 990      | 55          | 227      | 72       | 2412     | 29    | 258   | 192      | 8.16        | 0.65     | 0.59    |

- 2024年度シーズン終了時
- 表中の太字は各年度のリーグ最高、赤太字はリーグ歴代最高記録

### タイトル
- 新人賞（投手部門）（2001年）
- 最高殊勲選手賞（2002年・2003年・2005年・2008年・2009年・2013年・2015年・2017年）
- 最多勝利投手賞（2003年・2004年・2007年・2008年・2011年・2012年・2013年・2017年）
- 最優秀投手賞（2004年・2006年・2007年・2008年・2009年・2017年）
- ベストナイン（投手部門）（2004年・2006年・2007年・2008年・2009年・2017年）
- リーグ特別表彰（2016年）
- Wow! Experience賞（2024年）

### 記録
- 日本リーグ通算勝利数242勝（歴代1位）
- 完全試合：7回（日本リーグ)、2回（世界大会）

節目の記録
- 1000奪三振：2007年9月　※日本人初
- 100勝[37]：2008年4月26日　日立ソフトウェア戦（滋賀県東近江市・長山公園グラウンド）　※日本人初
- 1500奪三振[38]：2011年10月1日　Honda戦（群馬県高崎市・城南野球場）
- 150勝[39]：2011年10月2日　太陽誘電戦（群馬県高崎市・城南野球場）
- 200勝：2016年9月10日、NECプラットフォームズ戦（兵庫県尼崎市・ベイコム野球場）[24][25]
- 2000奪三振：2016年11月5日、トヨタ自動車戦（愛知県名古屋市・パロマ瑞穂野球場）　※リーグ史上初[40]
- 250勝：2025年4月27日、ホンダリヴェルタ戦（群馬県太田市・太田市運動公園野球場）　※リーグ史上初[41]

### 背番号
- 27（2001 - 2007）
- 17（2008 - 2014）
- 7（2015 - ）

## 受賞歴

### 受賞
- JOCスポーツ賞　新人賞（1999年度　第6回世界ジュニア選手権大会女子日本代表チーム）
- JOCスポーツ賞　最優秀賞（2008年度　北京オリンピック日本代表チーム）
- バカラ・アスリーツ・オブ・ザ・イヤー（2008年）
- 福岡県民栄誉賞（2008年）
- 群馬県民栄誉賞（2021年）

### 受章
- 紫綬褒章（2008年）[42]
- 紫綬褒章飾版（2021年）[43][44]

## 関連情報

### 書籍

#### 著書
- 『情熱力。‐アスリート｢上野由岐子｣からの熱いメッセージ‐』創英社/三省堂書店、2009年1月。ISBN 978-4-8814-2187-1。[45]

#### 関連書籍
- 宇津木妙子『宇津木魂 女子ソフトはなぜ金メダルが獲れたのか』文藝春秋、2008年10月。ISBN 978-4-1666-0666-5。[46]
- 松瀬学『サムライ・ハート 上野由岐子』集英社、2008年10月。ISBN 978-4-0878-0508-6。[47]
- 吉井妙子『ソフトボール日本代表が金メダルを獲った理由』ぴあ、2009年3月。ISBN 978-4-8356-1721-3。
- きむ『アスリートの夢 26人のアスリート×きむ』いろは出版、2009年6月。ISBN 978-4-9020-9725-2。[48]
- 『上野由岐子 (スポーツスーパースター伝)』ベースボール・マガジン社、2010年10月。ISBN 978-4-5831-0295-5。[49]

### 関連映像
- 『北京オリンピック 栄光への道 ソフトボール日本代表』ビクターエンタテインメント、2009年[50]

### メディア出演

#### テレビ
- NHKスペシャル『熱投 413球 女子ソフト・金メダルへの軌跡』（2008年8月25日、NHK総合）[51]
- 第59回NHK紅白歌合戦（2008年12月31日、NHK総合・ラジオ第1） - 審査員
- 関口宏の東京フレンドパークII（2010年8月30日、TBSテレビ） - 本橋麻里、千葉真子、四元奈生美を含む4人での出演。
- スポーツクライシス 〜香取慎吾×真実のアスリートたち〜（2010年12月12日、関西テレビ）
- run for money 逃走中（2011年4月10日、フジテレビ）
- テレビスポーツ教室 ソフトボール（NHK Eテレ） - 講師
  - （1）目指せ東京!エースへの道（2014年9月7日）
  - （2）目指せ東京!最強バッター育成講座（2014年9月14日）
- 初森ベマーズ 第8話（2015年8月29日、テレビ東京） - 女子ソフトボール日本代表・上野投手（本人） 役[52]
- ライオンのグータッチ（2021年12月25日、フジテレビ）

#### CM
- サントリーフーズ ボス
- サマージャンボ宝くじ（2009年）
- ビックカメラ BIC SIM（2015年）